# Ha Tsuen
Ha Tsuen is een gebied in de Hongkongse New Territories. Het ligt ten westen van Yuen Long Town en behoort tot Yuen Long District.
In de Ming-dynastie verlieten twee mannen van de familie Tang hun dorp Kam Tin en stichtten in Ha Tsuen een dorp. Het gebied was geschikt om markten te houden en om winst te maken in de visserij en zoutwinning. Tang Hung Wai en Tang Hung Chih bouwden twee dorpen in het gebied. Het ene dorp heet Tseung Kong Wai (vroeger: Tung Tau Lei) en het andere dorp heet Tung Tau Tsuen (vroeger: Sai Tau Lei).
Het was vroeger een bedrijvige marktplaats vanwege de ligging aan rivieren. In het dorp is een tempel gewijd aan Guandi. Het dorp heeft een kantoor van de lokale plattelandscomité.